# VANOS
VANOS (нем. Variable Nockenwellensteuerung) — автомобильная система изменения фаз газораспределения компании BMW.

## Принцип действия

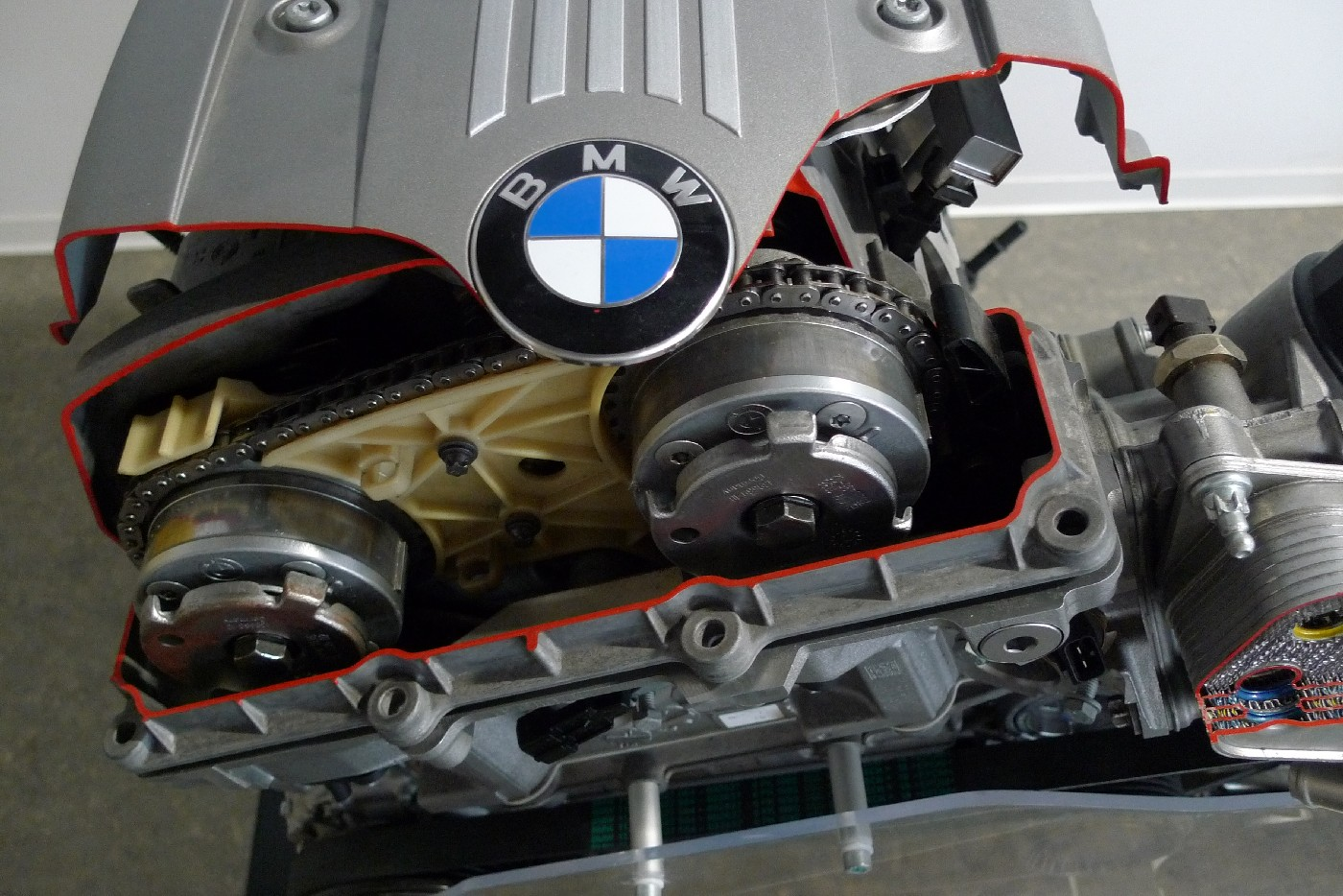
Система VANOS на двигателе BMW N52

VANOS это система изменения фаз газораспределения, которая изменяет синхронизацию клапанов, меняя положение распределительных валов по отношению к ведущей шестерне и коленчатого вала. Блок VANOS расположен между распределительным валом и шестерней цепного привода. Если на обычном приводе клапанов относительное угловое положение распределительного вала с коленчатым валом независимо от нагрузки на двигатель не меняется, то система изменения фаз позволяет регулировать положение распредвала в зависимости от оборотов и нагрузки на двигатель.
На низких оборотах двигателя положение распредвала изменяется таким образом, что клапаны открываются позднее, что улучшает качество холостых оборотов и позволяет плавно развивать мощность. При увеличении оборотов двигателя клапаны открываются раньше, что позволяет повысить крутящий момент, снизить расход топлива и токсичность выхлопа. При высоких оборотах двигателя клапаны снова открываются позже, что позволяет получить полную мощность.
Вся регулировка осуществляется с помощью поршней, которые перемещаются под давлением масла, воздействуя тем самым на шестерни распредвалов с помощью зубчатого вала, соединенного с поршнем. Давление масла, в свою очередь, регулируется электромагнитным клапаном, работающим от системы управления двигателем, на основании информации от датчиков положения распредвалов. Изменение фаз достигается подачей масла с разных сторон от поршня. Датчик определяет текущее угловое положение распределительного вала и посылает информацию для сравнивания значения с заданным углом.
Для более точной регулировки (например, на двигателях для автоспорта), система VANOS дополняется радиально-поршневым насосом и давление масла повышается до 100 бар.
На автомобилях BMW M5 E60/61, давление масла в 100 бар получается от отдельного радиально-поршневого насоса высокого давления, приводимого в действие коленчатым валом. На BMW S50 и S54 имеется уже вспомогательный масляный насос высокого давления.
Достоинством системы VANOS является простота, а основным минусом являются проблемы с износом внутренних уплотнительных колец поршня. Их износ приводит к нарушению работы системы.

## Single VANOS
Система первого поколения, single VANOS, регулирует положение впускного распределительного вала и впускных клапанов, на дискретных шагах (например, изменение положения распределительного вала на опережение/запаздывание открывания клапанов, при определённых оборотах двигателя). VANOS впервые была использована в 1992 году на двигателе BMW M50, используемого на автомобилях 3-й и 5-й серии.

## Double VANOS
Система второго поколения, double VANOS, позволяет регулировать как впускные, так и выпускные клапаны, имеет плавную регулировку, в зависимости от оборотов двигателя и степени открытия дроссельной заслонки. Первая система второго поколения появилась на двигателях S50B32 в 1996 году.

## Valvetronic
Дополнением к системе VANOS является Valvetronic, в которой открытие клапанов регулируются промежуточным рычагом, приводимым в движение валом электродвигателя. Таким образом появилась возможность постоянного изменения максимальной высоты подъёма клапанов. В объединённой системе VANOS и Valvetronic время открытия и ход клапанов может управляться независимо. Управление системой изначально осуществлялось отдельным блоком, который позже был интегрирован в общую систему управления двигателем.